# Európai strandlabdarúgó-liga
Az Európai stréslabdarúgó-liga (angolul: Euro Beach Soccer League) egy az UEFA által kiírt nemzetközi strandlabdarúgó-torna.
1998 óta rendezik meg. A legsikeresebb csapat Portugália és Spanyolország, öt-öt győzelemmel.

## Eredmények
| Év   | Győztes       | Döntős        | 3. helyezett  | 4. helyezett  | Legjobb játékos              | Gólkirály                           | Legjobb kapus      | Fair Play díj    |
| ---- | ------------- | ------------- | ------------- | ------------- | ---------------------------- | ----------------------------------- | ------------------ | ---------------- |
| 1998 | Németország   | Olaszország   | Portugália    | Spanyolország | Ramiro Amarelle              | Ramiro Amarelle                     | Nem adták át       | Nem adták át     |
| 1999 | Spanyolország | Franciaország | Portugália    | Olaszország   | Madjer                       | Setién                              | José Miguel Mateus | Nem adták át     |
| 2000 | Spanyolország | Portugália    | Franciaország | Olaszország   | Ramiro Amarelle              | Ramiro Amarelle                     | Abel               | Éric Cantona     |
| 2001 | Spanyolország | Portugália    | Olaszország   | Franciaország | Ramiro Amarelle              | Madjer                              | Roberto Valeiro    | Jiménez          |
| 2002 | Portugália    | Spanyolország | Franciaország | Törökország   | Gianni Fruzzetti és Tamer Ay | Alan és Angelo Schirinzi            | Roberto és Serr    | Pointon          |
| 2003 | Spanyolország | Franciaország | Portugália    | Svájc         | Ramiro Amarelle              | Madjer                              | Lingenhag          | Scales és Larsen |
| 2004 | Franciaország | Portugália    | Ukrajna       | Olaszország   | David                        | Madjer                              | Roberto Valeiro    | Larsen és Fuat   |
| 2005 | Olaszország   | Portugália    | Franciaország | Svájc         | Cristiano Scalabrelli        | Ramiro Amarelle                     | Bruno Alves        | Madjer           |
| 2006 | Spanyolország | Portugália    | Lengyelország | Olaszország   | Madjer                       | Madjer                              | Roberto Valeiro    | Nem adták át     |
| 2007 | Portugália    | Franciaország | Oroszország   | Spanyolország | Dejan Stankovic              | Dejan Stankovic és Ramiro Amarelle  | Andrej Buklickij   | Oroszország      |
| 2008 | Portugália    | Hollandia     | Oroszország   | Olaszország   | Madjer                       | Madjer                              | Ran                | Adil Muftuoglu   |
| 2009 | Oroszország   | Portugália    | Olaszország   | Spanyolország | Madjer                       | Paolo Palmacci és Madjer            | Andrej Buklickij   | Nem adták át     |
| 2010 | Portugália    | Olaszország   | Oroszország   | Svájc         | Madjer                       | Dejan Stankovic                     | Andrej Buklickij   | Nem adták át     |
| 2011 | Oroszország   | Svájc         | Portugália    | Románia       | Dejan Stankovic              | Dmitrij Sisin                       | Valentin Jäggy     | Nem adták át     |
| 2012 | Svájc         | Oroszország   | Olaszország   | Románia       | Dmitrij Sisin                | Dejan Stankovic                     | Valentin Jäggy     | Nem adták át     |
| 2013 | Oroszország   | Portugália    | Svájc         | Spanyolország | Ilja Leonov                  | Dejan Stankovic                     | Dona               | Nem adták át     |
| 2014 | Oroszország   | Spanyolország | Portugália    | Svájc         | Noel Ott                     | Anatoij Peremityin és Llorenç Gomez | Dona               | Nem adták át     |
| 2015 | Portugália    | Ukrajna       | Oroszország   | Spanyolország | Igor Borsuk                  | Dejan Stankovic                     | ésrade             | Nem adták át     |

- b.u. – büntetők után
- h.u. – hosszabbítás után